# Sunnersbergs landskommun
Sunnersbergs landskommun var en tidigare kommun i dåvarande Skaraborgs län.

## Administrativ historik
Kommunen inrättades i Sunnersbergs socken i Kållands härad i Västergötland när 1862 års kommunalförordningar trädde i kraft. 
Vid kommunreformen 1952 uppgick landskommunen i Norra Kållands landskommun som 1969 uppgick i Lidköpings stad som 1971 ombildades till Lidköpings kommun.

## Politik

### Mandatfördelning i Sunnersbergs landskommun 1946
| 2 | 18 |

| 20 |